# 北曲
北曲（ほっきょく）とは、金・元時代以来、北方の曲（戯曲や散曲）で用いられた曲調の総称。南曲に対立する。唐・宋の大曲、宋詞の詞調、民間音楽の曲調などに由来し、北方の民族音楽からも吸収された。元代に隆盛した。
元雑劇で北曲が用いられ、明・清の伝奇でも一部北曲が用いられた。

## 特徴
南曲が五音音階であるのに対して、北曲は七音音階である。
燕南芝庵『唱論』には宮調として6宮11調の名があげられているが、このすべてが北曲で用いられたわけではない。実際には元雑劇では9つの宮調（黄鐘宮、正宮、中呂宮、仙呂宮、南呂宮、双調、商調、越調、大石調）のみが使われた。名称が「宮」で終わる5つの宮調は西洋風にいうとドを主音とし、「調」で終わる4つの宮調はレを主音とした。散曲では小石調・商角調・般渉調の3調が加わって12宮調となる。
弦楽器によって伴奏されたために「絃索調」と呼ぶとする説があるが、楊蔭瀏によるとこれは誤りであり、実際の伴奏楽器には笛・板・鼓・鑼を含み、中でも笛が重要な役割を果たしていた。孫玄齢によるとこれは雑劇の場合であり、散曲では箏や琵琶などの弦楽器も使われたという。

## 楽譜
現存する北曲の楽譜は清朝のものであるが、代表的な楽譜に乾隆11年（1746年）編の『九宮大成南北詞宮譜』に収録されたものがある。また、現存する崑曲で使用されている北曲も古い旋律を保存していると考えられる。